# Enoplognatha margarita
Enoplognatha margarita är en spindelart som beskrevs av Takeo Yaginuma 1964. Enoplognatha margarita ingår i släktet Enoplognatha och familjen klotspindlar. Inga underarter finns listade i Catalogue of Life.